# Barcella
|  | Aquest article fa referència a la mesura física. Per a altres significats vegeu Barcella, revista d'informació general. |

Una barcella és una antiga mesura volumètrica de gra que equivalia aproximadament a la sisena part d'una quartera. A les Illes Balears i a Tortosa es dividia en sis almuds; però a la regió de València només es dividia en quatre almuds. La seva capacitat és d'11,76 litres.
Es mesurava amb uns recipients en forma troncocònica, també anomenats barcella, que eren de fusta amb anells de ferro, una a la part superior i l'altra a l'inferior per subjectar la falda, formada per peces de fusta. A l'exterior de la barcella hi havia dues manetes, en posicions oposades, per agafar-la. A l'interior, a la part superior, hi travessava seguint el diàmetre una vareta de ferro, la busca, que en tenia una altra soldada al mig, de forma perpendicular, que arribava fins al fons de la barcella per suportar la base de fusta, i que també s'emprava per agafar la barcella.
La barcella solia forma part del sistema del cafís de mesurar volums juntament amb l'almud i la faneca. El cafís n'era la mesura més gran i la que dona nom al sistema. Per veure'ns alguns exemples, aneu a la pàgina del cafís.